# Blind Willie Johnson
Pour les articles homonymes, voir Blind et Johnson.
Willie Johnson, né le 22 janvier ou le 25 janvier 1897 et mort le 18 septembre 1945, est un chanteur et guitariste gaucher autodidacte de gospel blues et évangéliste chrétien baptiste américain considéré comme une référence du genre. Son nom d'artiste Blind Willie Johnson vient de sa cécité survenue à l'âge de 7 ans. Ses enregistrements effectués entre 1927 et 1930, une trentaine de chansons au total, sont caractérisés par une puissante « voix de poitrine », sa technique à la guitare (picking et guitare slide ou bottleneck), et son originalité, qui ont influencé plusieurs générations de musiciens.
Bien que les disques de Willie Johnson se soient bien vendus, il a vécu toute sa vie dans des conditions modestes voire miséreuses. Des historiens de la musique tels que Samuel Charters ont participé à faire mieux connaître l'artiste et ses cinq sessions d'enregistrement, malgré une vie mal documentée (on ne connaît par exemple qu'une seule photo de lui, on ne connaît pas sa date de naissance, ni les causes de sa mort avec certitude).
Un regain d'intérêt pour la musique de Willie Johnson a commencé dans les années 1960, lorsqu'il est intégré dans l'Anthology of American Folk Music de Harry Smith, et grâce aux efforts du guitariste de blues, le révérend Gary Davis. Le travail de Willie Johnson est devenu plus accessible grâce à des albums de compilation tels que American Compic : The Best of Blind, Willie Johnson et les compilations de Samuel Charters.
En conséquence, Willie Johnson est considéré comme l’un des artistes du blues les plus influents et son jeu de guitare, en particulier sur sa chanson la plus célèbre : Dark Was the Night, Cold Was the Ground. Cette chanson figure parmi les 27 chansons du monde, gravées sur les deux disques d'or Voyager Golden Record fixés sur les sondes Voyager 1, et Voyager 2, servant de « bouteille à la mer interstellaire ». Lancées en 1977, à plus de 19 milliards de kilomètres de la terre en 2015, ce sont les objets humains les plus loin dans l'espace, en dehors de l'influence du système solaire.
Parmi d'autres enregistrements de Willie Johnson citons : Jesus Make Up My Dying Bed, It's Nobody's Fault but Mine, et John the Revelator. Sa vie miséreuse et difficile, malgré sa virtuosité et le succès de ses chansons, participe à incarner l'image du "blues-man maudit", fréquente dans le monde du blues et du jazz.

## Biographie

### Jeunesse
La date de naissance de Willie Johnson n'est pas certaine : Selon Charters, qui mit au jour l'essentiel des éléments biographiques le concernant, Willie Johnson serait né en 1900, mais pour Tom Shaw, bluesman qu'il rencontre à la fin des années 1920, ce dernier, lui donne entre quarante et cinquante ans à cette époque (soit une naissance entre 1880 et 1890). Toutefois plusieurs sources situent sa naissance en 1897 : le 22 janvier ou le 25 janvier 1897 à Pendleton, au Texas (en), une petite ville près de Waco,,. Son père George Johnson (également identifié comme Willie Johnson Sr.) est métayer, sa mère Mary Fields, décède en 1901, alors que Willie Johnson est encore très jeune,,.

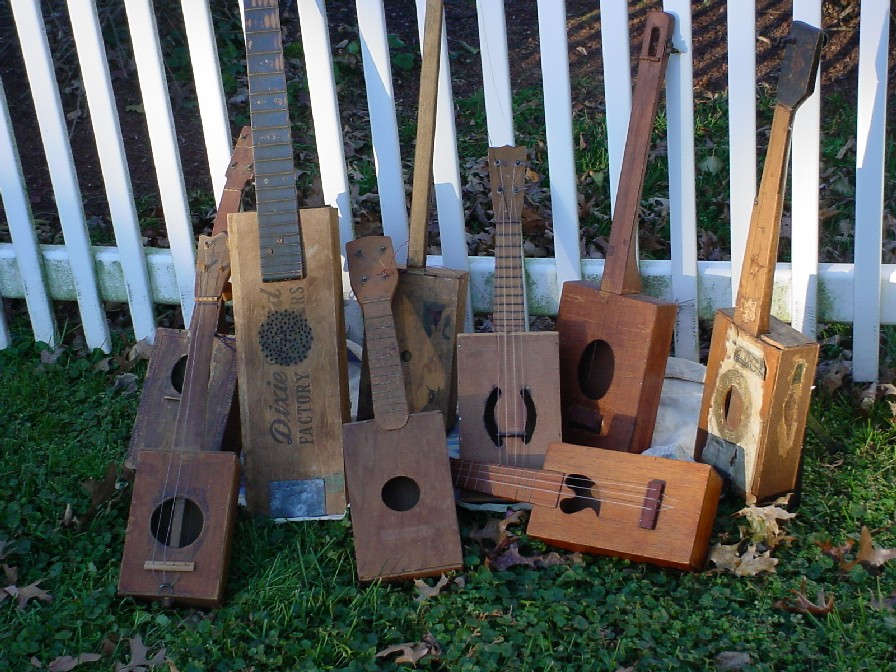
Cigar box guitar sont des instruments réalisés avec de petits moyens.

Sa famille, qui, selon l'historien du blues Steven Calt, comprenait au moins un jeune frère nommé Carl, a déménagé dans la communauté agricole de Marlin, où Willie Johnson a passé la majeure partie de son enfance. Là-bas, la famille Johnson allait à l'église tous les dimanches, très probablement l'église baptiste missionnaire Marlin. Cette activité a eu un impact durable sur Willie Johnson et a alimenté très jeune son désir d'être ordonné pasteur baptiste. Quand Willie Johnson a cinq ans, son père lui donne son premier instrument : une guitare confectionnée avec une boîte à cigares,.
Johnson n'est pas né aveugle, bien qu'il ait été atteint de cécité à un âge précoce. On ne sait pas exactement comment il a perdu la vue, mais la plupart des biographes de Johnson conviennent généralement qu'il a été aveuglé par sa belle-mère à l'âge de sept ans, une affirmation qui a été formulée pour la première fois par la prétendue veuve de Johnson, Angeline Johnson,. Dans ses souvenirs, le père de Willie s'était violemment disputé avec sa belle-mère à propos de l'infidélité de cette dernière, et au cours de la dispute, elle se venge sur Willie Johnson en l'aspergeant d'une solution caustique d'eau de lessive, l'aveuglant irrémédiablement. D'autres théories ont également été développées pour expliquer la déficience visuelle de Johnson, notamment qu'il portait les mauvaises lunettes, qu'il a vu une éclipse solaire partielle qui était observable au Texas en 1905 ou une combinaison des deux conjectures.

### Début de carrière

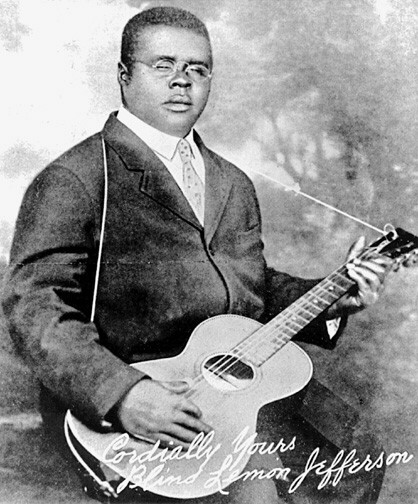
Blind Lemon Jefferson entre 1926 et 1929.

Peu de détails sont connus sur les débuts du chanteur. À un moment donné, il a rencontré un autre musicien aveugle, Madkin Butler, qui avait un style de chant et de prédication puissant qui a influencé la prestation vocale et le répertoire de Willie Johnson. L'historien de blues Samuel Charters a recueilli un témoignage d'Adam Booker dans les années 1950, indiquant qu'en visitant son père à Hearne, Willie Johnson interpréterait des chansons religieuses au coin des rues avec une tasse en fer-blanc attachée au cou de sa guitare Stella pour collecter de l'argent. Parfois, Willie Johnson jouait dans la même rue que Blind Lemon Jefferson, mais l'ampleur de l'implication des deux chanteurs est inconnue.
Le guitariste de blues LC Robinson a rappelé que sa sœur Anne Robinson, selon sa propre déclaration, aurait été mariée à Willie Johnson à la fin des années 1920. En 1926 ou au début de 1927, Willie Johnson établit un mariage non enregistré avec Willie B. Harris, qui chante occasionnellement dans la rue avec lui et au profit de la Marlin Church of God in Christ avec Willie Johnson accompagné au piano. De leur relation, Johnson a eu une fille, Sam Faye Johnson Kelly, née en 1931,.

### Carrière (1927-1930)
Les enregistrements de Willie Johnson se sont étalés sur 4 ans, de 1927 à 1930. Au moment où Willie Johnson a commencé sa carrière d'enregistrement, il était un évangéliste bien connu avec une "technique remarquable et un large éventail de chansons", comme l'a noté l'historien du blues Paul Oliver. Le 3 décembre 1927, Willie Johnson est réuni avec Billiken Johnson et Coley Jones dans un studio temporaire que le producteur Frank Buckley Walker avait installé dans le quartier Deep Ellum à Dallas pour enregistrer pour Columbia Records. Dans la session qui a suivi, Willie Johnson a joué six sélections, 13 prises au total, et était accompagné de Willie B. Harris sur son premier enregistrement : I Know His Blood Can Make Me Whole. Parmi les autres chansons que Willie Johnson a enregistrées à Dallas, il y avait Jesus Make Up My Dying Bed (qui a inspiré Bob Dylan, puis Led Zeppelin, pour In My Time of Dying), It's Nobody's Fault but Mine, Mother's Children Have a Hard Time, Dark Was the Night, Cold Was the Ground et If I Had My Way I'd Tear the Building Down,. Il a été indemnisé de 50 $ par côté "utilisable" (un montant toutefois substantiel pour l'époque), et un bonus pour renoncer aux redevances provenant de la vente des disques, qui ne lui permettait pas de récupérer de copyrights en cas de succès.
Les premières chansons à être publiées ont été : I Know His Blood Can Make Me Whole et Jesus Make Up My Dying Bed, sur la 14000 Race séries de Columbia. Les débuts de Johnson sont devenus un succès important, puisque 9 400 exemplaires ont été tirés, plus que la dernière version de l'une des stars les plus établies de Columbia, Bessie Smith, et un tirage supplémentaire de 6 000 exemplaires a suivi. Il ne put bénéficier des retombées économiques du succès qui profita à Columbia à la suite du contrat qu'il avait signé à l'enregistrement.

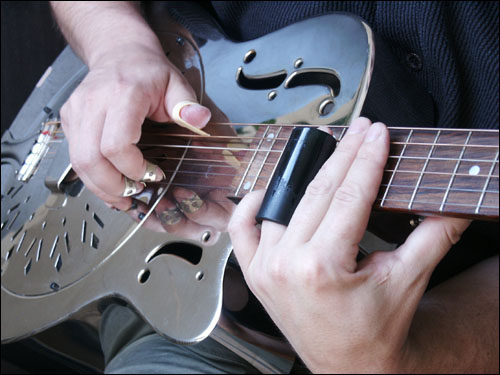
Joueur de slide guitar à l'aide d'un bottleneck.

Sa cinquième chanson enregistrée, Dark Was the Night, Cold Was the Ground, illustre le mieux son accordage de guitare très spécifique (Ré La Ré Fa♯ La Ré) pour le style de jeu en slide guitar. Pour la session, Johnson a substitué un couteau ou un canif pour le goulot de bouteille (bottleneck) pour la main droite (il était gaucher) et un onglet pour la main gauche. Son bourdonnement mélancolique et indéchiffrable de la partie de guitare donne l'impression d'un "gémissement à l'unisson", un style de cantiques qui est courant dans les chorales d'églises sud-afro-américaines. En 1928, le critique de blues Edward Abbe Niles a félicité Willie Johnson dans sa chronique pour The Bookman, soulignant ses "cris et gémissements violents, torturés et abyssaux, et son jeu de guitare inspiré",.
Willie Johnson, accompagné de sa femme Willie B. Harris, se rendent à Dallas. Le 5 décembre 1928, il enregistre I'm Gonna Run to the City of Refuge, Jesus Is Coming Soon, Lord I Just Can't Keep From Crying, et Keep Your Lamp Trimmed and Burning. Deux titres inédits et deux morceaux sans titres ont également été enregistrés par Johnson sous le pseudonyme de Blind Texas Marlin, mais les masterings de la session n'ont jamais été récupérés.

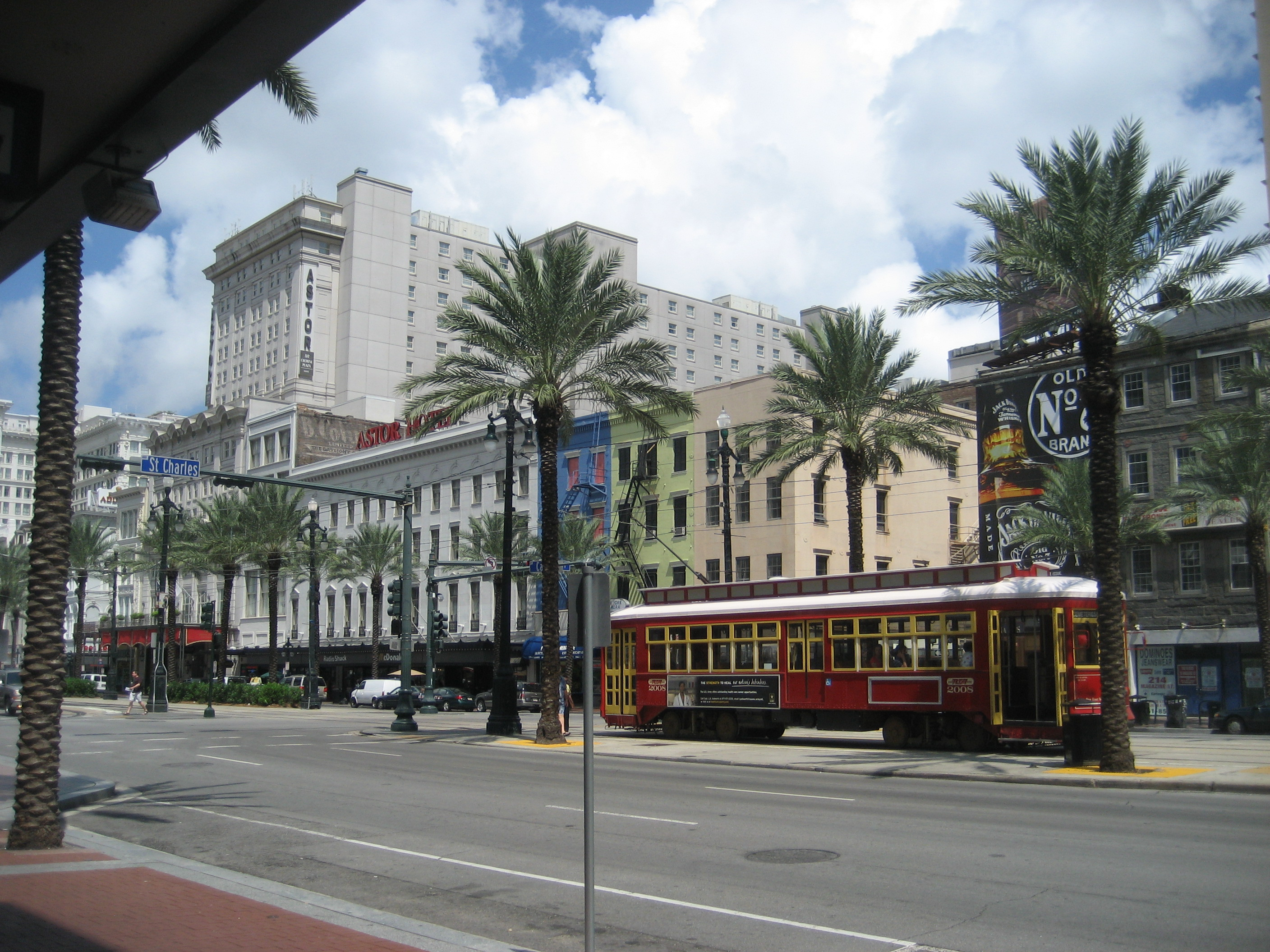
Canal Street fait partie du vieux centre de La Nouvelle Orléans.

Une autre année s'écoula avant que Johnson enregistre à nouveau, les 10 et 11 décembre 1929, les plus longues sessions de sa carrière : Il a réalisé dix faces en 16 prises au Werlein's Music Store à la Nouvelle-Orléans, enregistrant également des duos avec une chanteuse inconnue, qui aurait été membre de la congrégation du révérend JM Gates, selon le biographe de Johnson D. N. Blakey. L'artiste aveugle de rue Dave Ross a rapporté avoir entendu Willie Johnson se produire dans la rue à la Nouvelle-Orléans en décembre 1929. Selon une histoire entendue par l'historien du jazz Richard Allen, Willie Johnson a été arrêté alors qu'il se produisait devant la douane sur Canal Street, pour avoir prétendument incité à une émeute avec sa version passionnée de If I Had My Way I'd Tear the Building Down,.
Pour sa cinquième et dernière session d'enregistrement, Willie Johnson s'est rendu à Atlanta, en Géorgie, avec sa femme Willie B. Harris, de retour pour fournir des harmonies vocales. Dix sélections ont été achevées le 20 avril 1930. Everybody Ought to Treat a Stranger Right associé à Go with Me to That Land ont été choisis comme premier single sorti de la session. Cependant, la Grande Dépression avait anéanti une grande partie du public de Willie Johnson, et par conséquent seulement 800 exemplaires ont été tirés. Certaines de ses chansons ont été rééditées par Vocalion Records en 1932, mais Willie Johnson n'a plus jamais enregistré,.

### Fin de vie
Dans les années 1930, Willie Johnson est à Dallas où il rencontre sa deuxième femme : Angeline Johnson. Comme avec  Willie B. Harris, il est peu probable que le mariage ait été officiellement enregistré. Tout au long de la Grande Dépression et des années 1940, il se produit dans plusieurs villes et villages du Texas, dont  les rues et à l'église baptiste de Beaumont au Texas ou il est installé dans les années 1930. Un annuaire de la ville montre qu'en 1945, un révérend WJ Johnson (sans aucun doute Willie Johnson), exploitait la maison de prière au 1440, rue Forrest, à Beaumont,. En 1945, sa maison a été détruite par un incendie, mais, n'ayant nulle part où aller, Willie Johnson a continué à vivre dans les ruines de sa maison, où il a été exposé à l'humidité. Il a contracté une fièvre paludéenne et aucun hôpital ne l'a admis, soit à cause de sa déficience visuelle, comme l'a déclaré Angeline Johnson dans une interview avec Samuel Charters, soit parce qu'il était noir. Au cours de l'année, son état s'est régulièrement aggravé jusqu'à sa mort, le 18 septembre 1945. Son certificat de décès a signalé la syphilis et la cécité comme facteurs contributifs,.
Selon son certificat de décès, il a été enterré au cimetière Blanchette, à Beaumont. L'emplacement du cimetière avait été oublié jusqu'à sa redécouverte en 2009. Sa sépulture précise reste inconnue, mais un monument en son honneur a été érigé dans le cimetière en 2010.

## Style musical

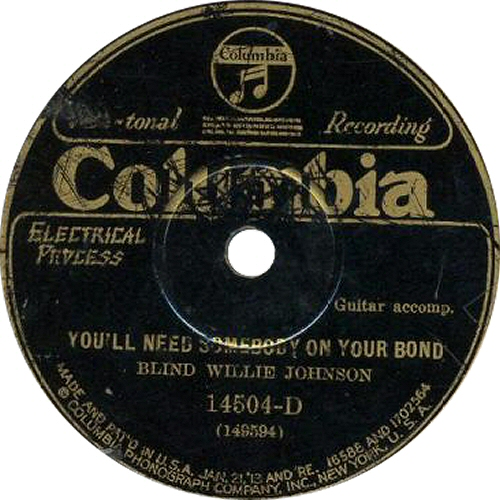
You'll Need Somebody On Your Bond

Willie Johnson est considéré comme l'un des maîtres du blues, en particulier du style blues gospel, d'inspiration religieuse, de type spirituals. Comme son contemporain Blind Lemon Jefferson, Willie Johnson a canalisé l'expressivité du blues dans ses messages religieux dérivés des recueils de cantiques. Samuel Charters, dans les notes de l'album de compilationThe Complete Blind Willie Johnson, a écrit qu'en fait, Willie Johnson n'était pas un bluesman au sens traditionnel, "mais il y a encore tellement de similitudes entre ses rythmes de guitare implacables et ses accords appuyés, sa voix insistante, et les mêmes intensités féroces des chanteurs de blues, qu'ils deviennent des images les uns des autres, vu dans le miroir de la société qui les a produits",.
Un aspect important des enregistrements de Willie Johnson était sa maîtrise de la technique de la slide guitar joués au bottleneck ou à l'aide d'un couteau de poche, grâce auquel il parvient à produire un son fluide et expressif resté inégalé, comme dans Jesus Make Up My Dying Bed, I Know His Blood Can Make Me Whole ou It's Nobody's Fault but Mine. Son style a immédiatement influencé Robert Johnson et Howlin 'Wolf. Il a ponctué ses sélections avec un contrôle tonal et un sens du timing, utilisant souvent la guitare dans le cadre de son phrasé harmonique, en particulier sur Dark Was the Night, Cold Was the Ground.
Selon le guitariste de blues Blind Willie McTell, Willie Johnson utilisait un couteau comme bottleneck, d'autres affirmations de Willie B. Harris et du bluesman Thom Shaw indiquent également qu'il a utilisé un onglet pour le pouce ou une bague en laiton sur ses enregistrements. L'historien de la musique Steve Calt a dit du style de Willie Johnson : "contrairement à d'autres artistes utilisant un bottleneck, il fait varier la vitesse de son vibrato de façon drastique, accélérant souvent lorsqu'il glisse dans une note. Il est également l'un des rares artistes de slide guitar avec la capacité de sonner de manière cohérente 3 ou 4 notes mélodiques discrètes en frappant une corde une fois, une compétence qui reflète une force, une précision et une agilité étranges pour les gauchers",.
Willie Johnson a chanté d'une voix graveleuse qui était suffisamment puissante pour être entendue par les passants dans les rues. Son interaction vocale a été décrite par l'écrivain de blues Mark Makin comme "féroce" et "semblable à l'enfer et la damnation d'un prédicateur baptiste tel qu'un révérend AW Nix enflammé". Dans certains cas, dans ses enregistrements, Willie Johnson a également livré des performances avec sa voix naturelle de ténor. Une des influences connues du style de chant de Willie Johnson est le musicien aveugle Madkin Butler, qui, comme Willie Johnson, a chanté son message religieux dans les rues des villes du Texas.

## Heritage

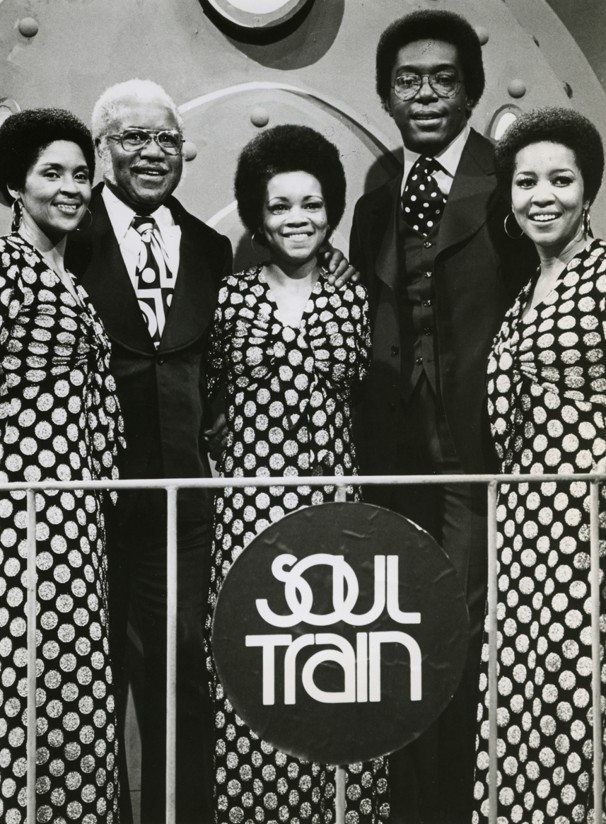
Staple Singers on Soul Train

La musique de Johnson a été relancée dans les années 1960 grâce en grande partie lorsqu'il est intégré dans Anthology of American Folk Music de Harry Smith en 1952 et aux efforts du révérend Gary Davis, guitariste de blues, une figure très appréciée de la scène folk florissante de New York. Alors qu'il enseignait la musique de Willie Johnson à de jeunes musiciens, des groupes et des artistes comme les Soul Stirrers, les Staples Singers, Buffy Sainte-Marie, Fairport Convention et Peter, Paul et Mary ont repris ou réinterprété son travail,. En novembre 1962, Bob Dylan a enregistré une interprétation de Jesus Make Up My Dying Bed, intitulé In My Time of Dying, pour son premier album éponyme. Des groupes de rock et des artistes des années 1970 ont également repris les chansons de Willie Johnson, notamment Led Zeppelin (dont Jesus Make Up My Dying Bed a inspiré In My Time of Dying), John Sebastian et Eric Clapton. Alligator Records a sorti l'album hommage God Don't Never Change : The Songs of Blind Willie Johnson en 2016 avec des reprises de divers artistes,.
L'œuvre de Willie Johnson est accessible, entre autres, grâce à sa conservation sur des albums de compilation tels que Blind Willie Johnson 1927–1930 et The Complete Blind Willie Johnson. Samuel Charters a été le premier historien du blues à tenter de découvrir la vie de Willie Johnson, le documentant pour la première fois dans son livre The Country Blues en 1959. En 1993, Samuel Charters a corrigé certaines inexactitudes factuelles dans la biographie de Willie Johnson dans les notes d'accompagnement de The Complete Blind Willie Johnson,. D'autres livres liés à Willie Johnson incluent Shine a Light : My Year with Blind Willie Johnson et Revelation The Blind Willie Johnson Biography.
L'enregistrement de Willie Johnson de Dark Was the Night, Cold Was the Ground a également été ajouté par la Bibliothèque du Congrès américain au National Recording Registry en 2010. Le National Recording Registry  compile les enregistrements jugés "culturellement, historiquement ou esthétiquement importants".

En 1977, l'astronome américain Carl Sagan et une équipe de chercheurs ont été chargés de collecter une représentation sonore de la Terre et de l'expérience humaine pour compiler un enregistrement embarqué dans les sondes spatiales Voyager pour d'autres formes de vie dans l'univers. Parmi les 27 chansons sélectionnées pour le disque d'or Voyager, Dark Was the Night, Cold Was the Ground a été choisi par le consultant de la NASA Timothy Ferris, parce que, selon ce dernier, "la chanson de Johnson concerne une situation à laquelle il a été confronté à plusieurs reprises : la tombée de la nuit sans endroit pour dormir. Depuis que les humains sont apparus sur Terre, le linceul de la nuit n'est pas encore tombé sans toucher un homme ou une femme dans le même sort",. En 2017, l'histoire de l'inclusion de la chanson Blind Willie Johnson dans la sonde Voyager a été racontée dans la série documentaire Américain Epic, réalisé par Bernard MacMahon et primée en 2017,. Le film était accompagné d'un album de compilation, American Epic : The Best of Blind Willie Johnson, présentant des restaurations radicalement améliorées de seize enregistrements de Johnson,,.

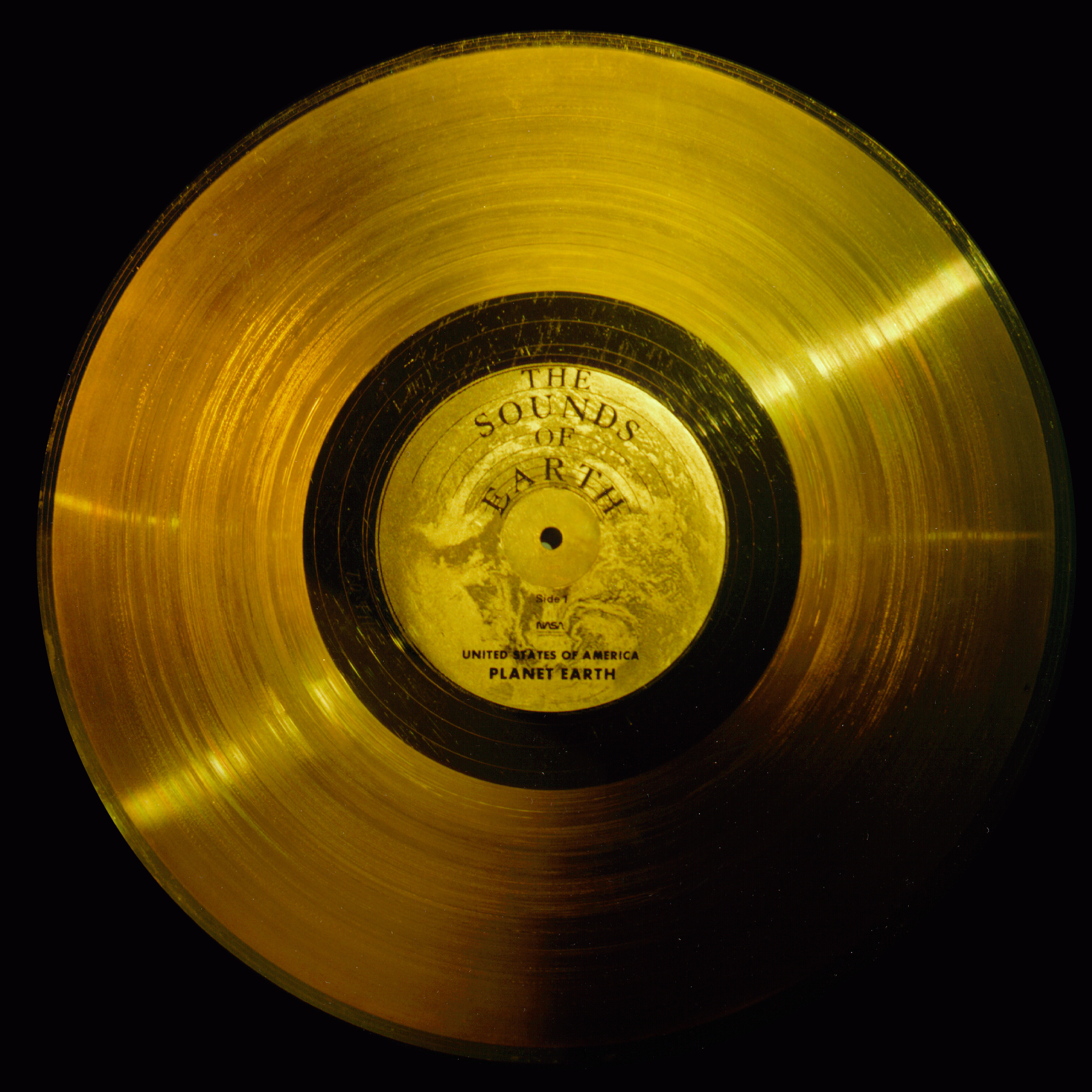
Le Voyager Golden Record.
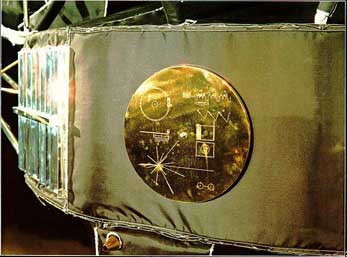
Le disque fixé sur la sonde Voyager.
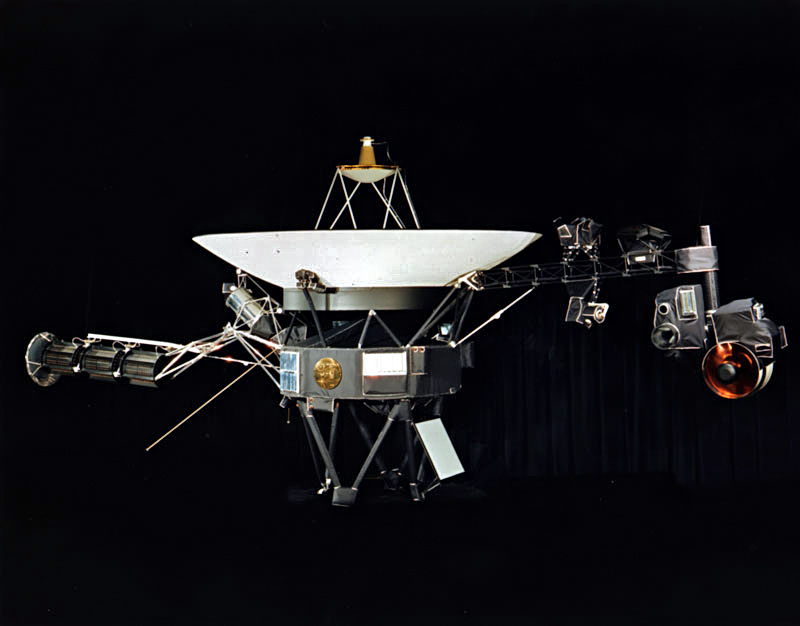
La sonde voyager 2.

Dark Was the Night, Cold Was the Ground est repris par Ry Cooder, qui s'en est inspiré lorsqu'il a composé la musique du film Paris, Texas de Wim Wenders. On peut entendre aussi cette chanson dans la série À la Maison-Blanche (The West Wing) (S05E13) et dans le film de Michael Mann : Public Enemies.

## Discographie
- Dark Was The Night Cold Was The Ground[48] compilation de 28 titres chez (en) w:Mississippi Records en 2011

| Titre                                                                | Date d'enregistrement | Lieu d'enregistrement        | N° label         |
| -------------------------------------------------------------------- | --------------------- | ---------------------------- | ---------------- |
| Dark Was the Night, Cold Was the Ground                              | 3 décembre 1927       | Dallas (Texas)               | Columbia 14303-D |
| I Know His Blood Can Make Me Whole                                   | 3 décembre 1927       | Dallas (Texas)               | Columbia 14276-D |
| If I Had My Way I'd Tear the Building Down / Oh Lord if I Had My Way | 3 décembre 1927       | Dallas (Texas)               | Columbia 14343-D |
| It's Nobody's Fault but Mine                                         | 3 décembre 1927       | Dallas (Texas)               | Columbia 14303-D |
| Jesus Make Up My Dying Bed                                           | 3 décembre 1927       | Dallas (Texas)               | Columbia 14276-D |
| Motherless Children / Mother's Children Have a Hard Time             | 3 décembre 1927       | Dallas (Texas)               | Columbia 14343-D |
| I'm Gonna Run to the City of Refuge                                  | 5 décembre 1928       | Dallas (Texas)               | Columbia 14391-D |
| Jesus Is Coming Soon                                                 | 5 décembre 1928       | Dallas (Texas)               | Columbia 14391-D |
| Keep Your Lamp Trimmed and Burning                                   | 5 décembre 1928       | Dallas (Texas)               | Columbia 14425-D |
| Lord I Just Can't Keep From Crying                                   | 5 décembre 1928       | Dallas (Texas)               | Columbia 14425-D |
| (Titre inconnu)                                                      | 5 décembre 1928       | Dallas (Texas)               |                  |
| (Titre inconnu)                                                      | 5 décembre 1928       | Dallas (Texas)               |                  |
| Bye and Bye I'm Goin' to See the King                                | 10 décembre 1929      | Nouvelle-Orléans (Louisiane) | Columbia 14504-D |
| God Don't Never Change                                               | 10 décembre 1929      | Nouvelle-Orléans (Louisiane) | Columbia 14490-D |
| Let Your Light Shine on Me                                           | 10 décembre 1929      | Nouvelle-Orléans (Louisiane) | Columbia 14490-D |
| Sweeter as the Years Roll By                                         | 10 décembre 1929      | Nouvelle-Orléans (Louisiane) | Columbia 14624-D |
| God Moves on the Water                                               | 11 décembre 1929      | Nouvelle-Orléans (Louisiane) | Columbia 14520-D |
| Praise God I'm Satisfied                                             | 11 décembre 1929      | Nouvelle-Orléans (Louisiane) | Columbia 14545-D |
| Take Your Burden to the Lord and Leave It There                      | 11 décembre 1929      | Nouvelle-Orléans (Louisiane) | Columbia 14520-D |
| Take Your Stand                                                      | 11 décembre 1929      | Nouvelle-Orléans (Louisiane) | Columbia 14624-D |
| When the War Was On                                                  | 11 décembre 1929      | Nouvelle-Orléans (Louisiane) | Columbia 14545-D |
| You'll Need Somebody on Your Bond                                    | 11 décembre 1929      | Nouvelle-Orléans (Louisiane) | Columbia 14504-D |
| Can't Nobody Hide from God                                           | 20 avril 1930         | Atlanta (Georgie)            | Columbia 14556-D |
| Church, I'm Fully Saved To-Day                                       | 20 avril 1930         | Atlanta (Georgie)            | Columbia 14582-D |
| Everybody Ought to Treat a Stranger Right                            | 20 avril 1930         | Atlanta (Géorgie)            | Columbia 14597-D |
| Go with Me to That Land                                              | 20 avril 1930         | Atlanta (Géorgie)            | Columbia 14597-D |
| If It Had Not Been For Jesus                                         | 20 avril 1930         | Atlanta (Géorgie)            | Columbia 14556-D |
| John the Revelator                                                   | 20 avril 1930         | Atlanta (Georgie)            | Columbia 14530-D |
| The Rain Don't Fall on Me                                            | 20 avril 1930         | Atlanta (Georgie)            | Columbia 14537-D |
| The Soul of a Man                                                    | 20 avril 1930         | Atlanta (Georgie)            | Columbia 14582-D |
| Trouble Will Soon Be Over                                            | 20 avril 1930         | Atlanta (Georgie)            | Columbia 14537-D |
| You're Gonna Need Somebody on Your Bond                              | 20 avril 1930         | Atlanta (Georgie)            | Columbia 14530-D |

### Traduction
- (en) Cet article est partiellement ou en totalité issu de l’article de Wikipédia en anglais intitulé « Blind Willie Johnson » (voir la liste des auteurs).